# Kinesjma
Kinesjma  (Russisch: Кинешма) is de op een na grootste stad van de Russische oblast Ivanovo. De plaats telde 95.233 inwoners bij de volkstelling van 2002.

## Bekende inwoners
- Aleksander Borodin, componist
- Sergej Kljoegin, hoogspringer en olympisch kampioen
- Aleksandr Ostrovski, toneelschrijver